# Daniel Aceves
Daniel Aceves, född den 18 november 1964 i Ciudad de México, Mexiko, är en mexikansk brottare som tog OS-silver i flugviktsbrottning i den grekisk-romerska klassen 1984 i Los Angeles. 